# Послідниково
Послі́дниково (рос. Последниково) — село у складі Єльцовського району Алтайського краю, Росія. Входить до складу Пуштулімської сільської ради.

## Населення
Населення — 141 особа (2010; 162 у 2002).
Національний склад (станом на 2002 рік):
- росіяни — 99 %